# Mediahuis Noord
Mediahuis Noord, voorheen NDC mediagroep, was een Nederlandse uitgeverij die kranten, weekbladen, magazines, regionale boeken en internetsites produceerde, met een focus op het noorden van Nederland. Sinds eind 2020 maakte het bedrijf deel uit van de Belgische mediagroep Mediahuis. In 2021 werd de naam gewijzigd van NDC mediagroep haar Mediahuis Noord. In april 2025 fuseerde Mediahuis Noord met Mediahuis Nederland en Mediahuis Limburg tot één geïntegreerde landelijke organisatie onder de naam Mediahuis Nederland.

## Ontstaan en eigenaren
De groep is op 1 juni 2007 ontstaan uit een fusie tussen de Hazewinkel Pers en de Friese Pers. NDC mediagroep heeft twee hoofdvestigingen in Groningen en Leeuwarden. NDC Mediagroep was een onderdeel van NDC VBK. VBK ging in 2012 zelfstandig verder, met als eigenaren het management, aangevuld met ING.
In 2013 werd de NDC mediagroep overgenomen door de stichting Fryslân Boppe Oranjewoud (51%), ING (33%) en JM Fonds (16%). Op 19 juni 2015 stapte ING uit de groep en zijn FB Oranjewoud en JM Fonds de enige eigenaren, waarbij FB Oranjewoud 83% van de aandelen in handen heeft.
In september 2020 werd bekend dat Mediahuis alle aandelen wil overnemen. Beide grootaandeelhouders hebben hiermee ingestemd. Het overnamebedrag is niet bekend. Bij het mediabedrijf werken 600 mensen en er zijn geen harde afspraken gemaakt over behoud van banen, maar Mediahuis ziet het belang van de journalistiek en zelfstandigheid van de merken in. De overname kreeg de toestemming van de mededingingsautoriteit Autoriteit Consument en Markt waarmee de overname begin december 2020 werd afgerond.
Per april 2025 zijn Mediahuis Nederland, Mediahuis Limburg en Mediahuis Noord gefuseerd tot een grote, landelijke organisatie. 

## Activiteiten
Mediahuis Noord is uitgever van de dagbladen Dagblad van het Noorden, Leeuwarder Courant, Friesch Dagblad en zeven weekbladen (Balkster Courant, Hoogeveensche Courant, Nieuwe Ooststellingwerver, Nieuwsblad Noordoost-Friesland, Meppeler Courant, Steenwijker Courant en de Stellingwerf). Ook worden tientallen huis-aan-huiskranten in de provincies Friesland, Groningen en Drenthe uitgegeven. 
Mediahuis Noord was daarnaast uitgever van MEER magazine en Ambitie en produceert de sportmanagementspellen Coach van het Jaar, Formule 1 Teammanager en Ploegleider, de krantenarchiefsite De Krant van Toen en de amateurvoetbalsite Tweenul.

## Geschiedenis

### Hazewinkel Pers
De Hazewinkel Pers BV was een krantenuitgeverij van de Noordelijke Dagblad Combinatie. Ze gaf het Dagblad van het Noorden uit en daarnaast verschillende regionale en lokale weekbladen en magazines. 
De hoofdvestiging van de Hazewinkel Pers was gevestigd in de stad Groningen aan de Lübeckweg. Het bedrijf had nevenvestigingen in Appingedam, Assen, Delfzijl, Emmen, Groningen (aan het Gedempte Zuiderdiep), Hoogeveen, Hoogezand, Leek, Stadskanaal en Veendam. 
De Hazewinkel Pers als bedrijf bestond sinds 2 juni 1888, toen het Nieuwsblad van het Noorden werd opgericht door Ruurt Hazewinkel Jzn.. Pas op 15 december 1977 werd de besloten vennootschap Hazewinkel Pers opgericht. Het heette toen nog Nieuwsblad van het Noorden BV en werd in 1994 omgedoopt tot Hazewinkel Pers, toen de Drents-Groningse Pers (DGP) werd overgenomen van Wegener (media). 
Het bedrijf viel onder de holding van de Noordelijke Dagblad Combinatie BV (NDC|VBK de uitgevers BV), dat eveneens gevestigd was  aan hetzelfde adres als de hoofdvestiging in Groningen. 

#### Betrokkenheid van de familie Hazewinkel
Het Nieuwsblad van het Noorden werd in 1888 gekocht door Ruurt Hazewinkel Jzn. voor 250 gulden. Zijn bedrijf Hazewinkel Pers werd voortgezet door zijn zoons Jan en Nico. Dochter Fientje trouwde met Wim Aberson. Jans zoon Ruurt en Nico's zoon Frans vormden de derde generatie krantenuitgevers. Hans Aberson, zoon van Fientje en Wim, volgde in 1988 Ruurt op. Hij vertrok in 1997 en verkocht zijn aandeel aan Friese Pers. De neven bleven bij het bedrijf betrokken, Frans als commissaris bij de Noordelijke Dagblad Combinatie, de holding van Friese Pers en Hazewinkel Pers.

### Friese Pers
De Friese Pers B.V. was de uitgever van de Leeuwarder Courant en was gevestigd aan de Sixmastraat in Leeuwarden. De Friese Pers hoorde al sinds 2 januari 1990 bij het samenwerkingsverband de Noordelijke Dagblad Combinatie door een fusie met het Nieuwsblad van het Noorden. In 1995 werd het Nieuwsblad van het Noorden omgedoopt tot Hazewinkel Pers.
NDC mediagroep was tot 1 mei 2013 eigenaar van de radiostations Waterstad FM, RADIONL en Freez FM.
In april 2025 fuseert Mediahuis Noord samen met Mediahuis Limburg en Mediahuis Nederland fuseert tot één organisatie onder de naam Mediahuis Nederland. Door deze fusie ontstaat één landelijk mediabedrijf. De regionale titels en redacties blijven bestaan.